# Francisco Petrone
Francisco Petrone, cuyo verdadero nombre era Francisco Antonio Petrecca Mesulla (14 de agosto de 1902 - 11 de marzo de 1967), fue un actor de teatro y cine argentino, apareció en filmes desde 1935 y actuó en el teatro hasta su fallecimiento.

## Biografía
Hijo de Magdalena Masulla de Petrecca, nació e hizo sus estudios primarios en Buenos Aires. Ejerció diversos oficios hasta que su amigo Sebastián Chiola lo hizo ingresar como comparsa en la compañía teatral Vittone-Pomar e iniciar una carrera teatral que seguiría hasta su muerte. Debutó en cine con Monte criollo (1935), película que lo introduce como actor de fuerte personalidad cuyo estilo contenido se fue perfeccionando hasta ser capaz de sugerir corrientes ocultas y tensiones interiores de sus personajes. Tuvo luego actuaciones sobresalientes en La fuga (1937) y Prisioneros de la tierra (1939).
Actuó junto a Enrique Muiño en El camino de la Tablada (1930) y con Milagros de la Vega, Sebastián Chiola, Orestes Caviglia, Fanny Brena, interpretó en el Sodre de Montevideo un repertorio universal.
Participó en Artistas Argentinos Asociados que originó con Enrique Muiño, Elías Alippi, Homero Manzi, Ulyses Petit de Murat, Ángel Magaña y Lucas Demare, las recordadas Pampa Bárbara, La Guerra Gaucha, Donde mueren las palabras, Todo un hombre, hitos de la época de oro. En 1944 recibió el premio Cóndor de Plata al mejor actor otorgado por la Asociación de Cronistas Cinematográficos de la Argentina (ACCA) por su actuación en Todo un hombre. 
Fue afiliado al Partido Comunista por lo que se exilió en 1950 e inició una gira por países latinoamericanos se estableció en México donde actuó en dos películas de Alejandro Galindo. De regreso cinco años más tarde, aclamado en la Argentina y en América Latina, Petrone creó en 1958 el Teatro ARENA[cita requerida] una carpa inflada de proyectos, levantada en el barrio de Once. Allí estrenó con artistas de la escena independiente y del teatro comercial, Una libra de carne, de Agustín Cuzzani, Juan Moreira, Un guapo del 900 y Un enemigo del pueblo, entre otros espectáculos que atrajeron a un público ávido de asistir a esa manifestación popular de la escena argentina.En 1957 fue nombrado por la dictadura director general de Canal 7.
Hacia 1944 Petrone había tenido la idea de protagonizar una adaptación cinematográfica del cuento Hombre de la esquina rosada de Jorge Luis Borges, pero esa idea que no prosperó fue llevada a cabo en 1962 por el director René Mugica, que convoca a Petrone, con quien había trabajado en La guerra gaucha para el papel de Francisco Real, un guapo de San Telmo a quien llaman el Corralero. Mugica comentó sobre Petrone:

«Petrone no componía. Había que agarrar un personaje que fuera él, que tuviera su ímpetu, su fuerza,  y meterlo en la piel de ese personaje. Así le podías sacar partido ... Petrone tenía una personalidad avasallante. Vos lo mirabas y te dabas cuenta que tenías adelante algo.»

El diario La Nación en la crónica de esta película dijo: «Francisco Petrone transmite con exactitud la estampa y el ímpetu del personaje central».
En los años 1964 y 1965 tuvo a su cargo la gestión de Canal 7, donde introdujo un ciclo de teatro contemporáneo e hizo llegar una cultura más innovadora a la pantalla estatal.[cita requerida]
En 1965 fue dirigido nuevamente por Mugica en la película El reñidero en el papel de Pancho Morales, un guapo que vive en el barrio de Palermo de Buenos Aires en 1905. La película es una adaptación de pieza teatral del mismo nombre de Sergio De Cecco que revive la tragedia de Electra de Sófocles y fue la última que protagonizara Petrone. 
Petrone dirigió en el Teatro Odeón La gata sobre el tejado de zinc caliente, con Inda Ledesma y Duilio Marzio, y Largo viaje de un día hacia la noche, de Tennessee Williams y Eugene O'Neill respectivamente, con Jordana Fain. 
Rodeado de su mujer, a la que amaba, y de sus hijos, cinco varones y dos niñas, partió Francisco Petrone, el 11 de marzo de 1967

## Filmografía como intérprete
Intervino en los siguientes filmes:
- El reñidero (1965). Dir. René Mugica.
- Hombre de la esquina rosada (1962). Dir. René Mugica.
- Tire dié (mediometraje 1960). Dir. Fernando Birri.
- El dinero de Dios (1959). Dir. Román Viñoly Barreto.
- Todo sea para bien (1957) (Actor y guionista). Dir. Carlos Rinaldi.
- Historia de un marido infiel (México 1956). Dir. Alejandro Galindo.
- La duda (México, 1954). Dir. Alejandro Galindo.
- Como tú lo soñaste (1947). Dir. Lucas Demare.
- Pampa bárbara (1945). Dir. Lucas Demare.
- Todo un hombre (1943). Dir. Pierre Chenal.
- La Guerra Gaucha (1942). Dir. Lucas Demare.
- El viejo Hucha (1942). Dir. Lucas Demare.
- Persona honrada se necesita (1941). Dir. Francisco Mugica.
- Águila Blanca (1941). Dir. Carlos Hugo Christensen.
- Prisioneros de la tierra (1939). Dir. Mario Soffici.
- Hermanos (1939). Dir. Enrique de Rosas.
- Turbión (1938). Dir. Antonio Momplet
- La fuga (1937). Dir. Luis Saslavsky.
- Sombras porteñas (1936). Dir. Daniel Tinayre.
- Monte criollo (1935). Dir. Arturo S. Mom.